# Gigantomachia (manga)
Gigantomachia (ギガントマキア?, Gigantomakia) è un manga scritto e disegnato da Kentarō Miura. È stato serializzato sulla rivista Young Animal tra il 2013 e il 2014 e poi pubblicato in volume unico da Hakusensha il 29 luglio 2014. Un'edizione italiana del libro è stata pubblicata da Panini Comics il 7 maggio 2015.

## Trama
L'opera narra di una battaglia ispirata alla gigantomachia in un mondo di cento milioni di anni nel futuro. In questo periodo brulicante di mostri, Delos, un ex gladiatore dal cuore puro e semplice che possiede una forza straordinaria, è accompagnato da Prome, un'arguta ragazzina con particolari poteri. I due viaggiano per il deserto in cerca del clan degli "insetti lottatori" ma vengono inaspettatamente catturati dagli stessi e condannati a morte per le atrocità provocate dagli hyuu (gli umani) contro i myuu (gli uomini-insetto).